# Rene Silva
Rene Silva dos Santos, mais conhecido como Rene Silva (Rio de Janeiro, 25 de outubro de 1994), é um jornalista, ativista e empresário. Nascido e criado no Morro do Adeus, uma das favelas pertencentes ao Complexo do Alemão, Rene é fundador e editor-chefe do jornal Voz das Comunidades.

## Carreira
A carreira de Rene Silva se mistura com a sua infância. Com apenas 11 anos, por não se sentir representado pela grande mídia do país, decidiu que gostaria de fazer parte da mudança mesmo com a pouca idade.
Cansado de ver o lugar onde cresceu ser falado apenas pela pobreza, violência e pelo crime organizado, se juntou ao Grêmio Estudantil da Escola Municipal Alcide Gasperi, o qual possuía um programa de rádio e um jornal feito pelos alunos.
Vale destacar que Rene não tinha idade para participar, pois o programa permitia a entrada de crianças de pelo menos 13 anos. Mas após muita insistência com a diretoria do colégio, foi finalmente aceito.
Aquele projeto do Grêmio ajudava a informar a população da comunidade, mas ao mesmo tempo, servia como um mecanismo de crítica e cobrança das autoridades.
Entendendo que poderia fazer mais pela sua comunidade, mesmo sendo muito jovem, criou um jornal comunitário em 2005, o qual foi nomeado de Voz das Comunidades, e tinha a intenção de apresentar os problemas e reivindicar melhorias para a população do Complexo do Alemão.
Em 15 de agosto daquele ano, saiu a primeira edição da história do Voz, em mais de 100 cópias feitas em folhas de papel A4, com cerca de quatro páginas, buscando, como o próprio nome diz, dar voz àqueles que não tem voz.

### Pacificação do Complexo do Alemão em 2010
Após uma série de ataques realizados por criminosos ligados ao tráfico de drogas durante os dias 20 e 27 de novembro de 2010, a Polícia Militar do Rio de Janeiro, auxiliada por integrantes do Exército e da Força Aérea Brasileira, começou operações de ocupação em algumas favelas do Rio de Janeiro, com o objetivo de combater a criminalidade e controlar a violência que estava acontecendo.
Com 17 anos de idade recém completos, Rene, morador do Complexo do Alemão onde operações policiais estavam acontecendo, começou a responder mensagens pelo Twitter, explicando para as pessoas os fatos que estavam ocorrendo em tempo real.
Assim, em uma conta que ele tinha por volta de 200 e 300 seguidores, os seus tweets começaram a ter grande repercussão, atraindo inclusive a atenção de personalidades famosas, como Luciano Huck, Preta Gil, Regina Casé, Hugo Gloss, entre outros.
Suas publicações chegaram até as mãos da grande mídia, que repercutiu ainda mais o que ele estava publicando. Os noticiários da TV Globo, SBT e Record falavam o seu nome e mostravam os tweets enquanto estavam transmitindo ao vivo a ocupação das favelas cariocas.
Rene acredita que o ocorrido representou uma virada de chave na sua carreira como jornalista:
“Eu nunca tinha viajado, nunca tinha saído do Rio de Janeiro para nenhum estado, pra nenhum país e dois meses depois eu estava viajando pra São Paulo, um ano depois eu estava na Inglaterra, estava viajando o Brasil inteiro fazendo palestras em escolas, faculdades, empresas, em tudo quanto é lugar, porque todo mundo queria saber desse case de sucesso do Twitter, o que aconteceu, como aconteceu”.

### Sucesso internacional e expansão de projetos
A partir dali, tanto o jornal, quanto o jornalista Rene Silva começaram a se desenvolver e aprender mais sobre a profissão. Os anos foram passando e Rene conseguia reunir mais apoiadores, anunciantes e patrocinadores para fazer o seu projeto crescer.
Ganhou visibilidade e respeito de muitos com a cobertura da Pacificação do Alemão, concorrendo e vencendo, diversos prêmios dentro e fora do Brasil pelo seu trabalho com aquela cobertura.
Com o passar dos anos, o Voz das Comunidades tomou proporções muito maiores do que o esperado no início de sua trajetória. O jornal se espalhou por outras 10 favelas do Rio e segue fazendo um trabalho fundamental para as comunidades que atua.
Ao mesmo tempo, Rene se tornou um jornalista e influenciador de grande popularidade, ultrapassando os 120 mil seguidores no Instagram, e mais de 240 mil seguidores no Twitter.
Rodou por vários países do mundo contando sobre suas experiências e o seu trabalho, como fez nas duas oportunidades que teve de palestrar no TED Talks em 2015 e 2018.
Além dos 16 anos de trabalho jornalístico no Voz das Comunidades, Rene Silva ajuda as pessoas que moram nas favelas de outra maneira: através de ações sociais.
Um exemplo disso foi a “Invasão de Livros” no Alemão, o qual arrecadou milhares de livros para as crianças em 2020, e também irá acontecer neste ano de 2021.
Realizar iniciativas como esta, é um dos seus maiores sonhos para o futuro. Aos 19, publicou seu primeiro livro, chamado “A Voz do Alemão” e foi convidado a ministrar palestras em importantes universidades, como a de Harvard, principalmente sobre o seu trabalho na cobertura da Pacificação do Complexo do Alemão em 2010.
Um dos planos de carreira de Rene é seguir dando voz para aqueles que não são ouvidos, mas fora das fronteiras brasileiras. Conta que planeja expandir o trabalho que realiza com as comunidades para a América Latina, por conta de uma maior identificação com o Brasil, em países como a Colômbia, o qual pode presenciar a realidade de suas comunidades.
O continente africano também é um dos lugares que Rene e seu projeto buscam atuar, onde entende que merece um serviço jornalístico muito mais justo e inclusivo do que é muitas vezes realizado pelas grandes mídias.

## Voz das Comunidades
Criado no ano de 2005, o Voz das Comunidades é o grande projeto de Rene Silva. O surgimento do jornal comunitário se deveu à vontade de um menino que gostaria de representar melhor a si mesmo e as pessoas de sua comunidade.
Iniciando como uma 'brincadeira de criança’, como dito pelo próprio Rene, o Voz das Comunidades tem o grande objetivo de dar voz àqueles que não tem voz na grande mídia, e isso acontece em crescente escala nas favelas cariocas.
Buscando o equilíbrio entre as coisas boas e ruins, Rene Silva e o Voz procuram mostrar a realidade das favelas, e não apenas o lado ruim, como é feito na maioria dos casos pelos grandes portais e emissoras. O projeto foi tomando proporções inesperadas e recebendo apoio de diferentes partes pelo essencial trabalho.
De 2011 a 2013, a redação do Voz foi sediada em um espaço de um prédio doado por Luciano Huck. Um incêndio no local os fez mudar de sede por um período para uma casa dentro da comunidade do Morro do Adeus.
Tempos depois, se transferiram para um edifício doado pela Coca-Cola, e ainda contavam com os patrocínios de Tim, Oi e Unilever até 2017.
Até o presente, o Voz das Comunidades segue ganhando força e credibilidade, expandindo sua missão para uma dezena de favelas diferentes no Rio de Janeiro.
Além do serviço jornalístico comunitário prestado, possui aplicativo, site, produz um jornal impresso, está presente em todas as redes sociais, e ainda cria reportagens audiovisuais, para dentro e fora das favelas, através de parcerias com grandes emissoras como a Rede Globo, a Band e o SBT.
Mais do que seu serviço jornalístico, o Voz realiza iniciativas sociais nas favelas em que atuam, prestando ajuda àqueles que mais precisam, e não recebem o necessário suporte das autoridades responsáveis.

## Vida pessoal
Rene Silva cresceu no Morro do Adeus, uma das favelas integrantes do Complexo do Alemão. Sua mãe, Cristina Silva, é costureira, enquanto seu pai morreu de cirrose aos 33 anos por conta do alcoolismo.
Após problemas de violência doméstica com o padrasto do novo casamento de sua mãe, Rene foi morar com a sua avó, Dona Nancy. Ele ainda possui uma irmã e um irmão, Raquel e Renato Moura.

## Filmografia
Televisão
| Ano  | Título                   | Papel/Função |
| ---- | ------------------------ | ------------ |
| 2023 | Vai na Fé                | Ele mesmo    |
| 2024 | Não Era Só Mais um Silva | Apresentador |

## Premiações
Sendo devidamente reconhecido pelo trabalho realizado desde a infância, Rene Silva já concorreu e conquistou diferentes prêmios e indicações pelos mais importantes veículos de diferentes países.
Dentre as conquistas, Rene foi vencedor do Shorty Awards do New York Times, popularmente conhecido como o “Oscar do Twitter”; escolhido pelo The Guardian como um dos nomes que podem mudar o mundo.
Esteve em listas da Forbes; da Revista Veja, entre os 100 brasileiros mais influentes e os dez cariocas do ano; entre outras disputas de prêmios proporcionados pelo seu trabalho.
Em 2018 ganhou o prêmio em Nova York da organização Mipad (Most Influential People Of African Descente), concedido a pessoas afrodescendentes influentes.
A título de curiosidade, Rene Silva conta que quando tinha 17 anos, logo na sequência da Pacificação do Alemão, foi indicado ao Shorty Awards do New York Times e deveria ir para os Estados Unidos para acompanhar o anúncio do vencedor.
Sem acreditar que poderia de fato vencer, por estar competindo com grandes veículos dos EUA, sequer viajou para a América do Norte e acompanhou de casa o evento.
Ao ouvir o seu nome ser apresentado como o ganhador, ficou extremamente surpreso, e outros brasileiros que estavam lá, como Marina Silva e Eduardo Trevisan, do perfil Lei Seca RJ, trouxeram o troféu ao Brasil e o entregaram para Rene.